# Ah ! Les belles bacchantes
Pour les articles homonymes, voir Bacchante.
Pour plus de détails, voir Fiche technique et Distribution.
Ah ! les belles bacchantes est un film français réalisé par Jean Loubignac en 1954. Le scénario signé par Robert Dhéry lequel tient le premier rôle masculin, est une adaptation de la pièce de théâtre qu'il a créée l'année précédente sous le même titre. Parmi la distribution, on retrouve une grande partie de la troupe des Branquignols. À noter que cette comédie française est tournée et projetée en couleurs, ce qui n'est pas fréquent à l'époque.

## Synopsis
Le metteur en scène Robert Dhéry, rôle qu'il interprète lui-même dans le film, est censé organiser les multiples tableaux et sketches de sa prochaine revue intitulée Ah ! les belles bacchantes. Intrigué par le titre — « bacchantes » désignant familièrement une moustache — le moustachu commissaire Michel Lebœuf (Louis de Funès) souhaite enquêter pour contrôler la décence du spectacle. Voulant agir incognito, il obtient l'autorisation de se mêler aux artistes puis finit par s'intégrer lui-même au spectacle. Au cours des différentes répétitions, un plombier incarné par Raymond Bussières, vient régulièrement semer le trouble, notamment avec les interruptions provoquées par sa fiancée, Rosine (Rosine Luguet).
Une timide débutante, nommée dans le spectacle comme dans la vie Colette Brosset, séduit le metteur en scène.
Le spectacle est ponctué par les multiples strip-teases et apparitions dénudées des Bacchantes, lesquelles sont les « prêtresses de Bacchus ».

À l'affiche d'un très prochain grand spectacle annoncé, le théâtre des Folies-Méricourt présente le titre « Ah ! Les belles bacchantes », mis en scène par Robert Dhéry. Un commissaire rusé et un peu paranoïaque nommé Lebœuf, fait partie de la police des mœurs ; il entreprend de contrôler la moralité de ce spectacle. Extrêmement jalouse, l'épouse d'un plombier bonhomme rejoint son mari assister aux répétitions pour le surveiller. Sans grand talent ni malice, une jeune débutante commence à déranger le travail des artistes. Doué de certains dons pour la comédie, le commissaire est engagé au pied levé pour remplacer un acteur en arrêt maladie...

## Fiche technique

La troupe du film
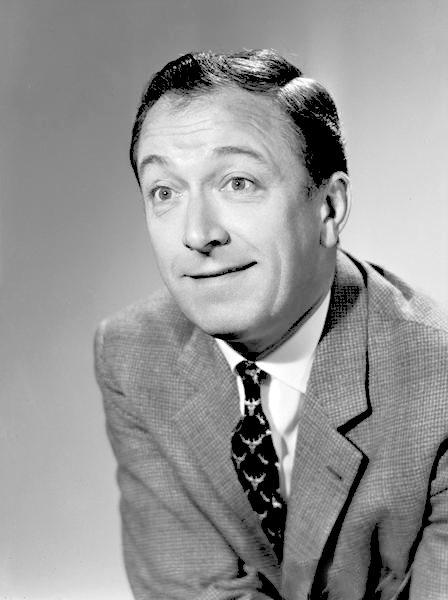
Robert Dhéry
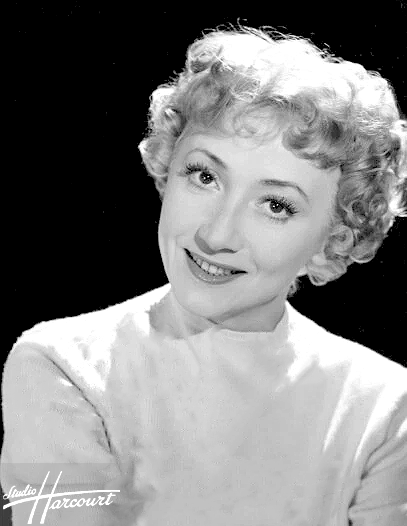
Colette Brosset
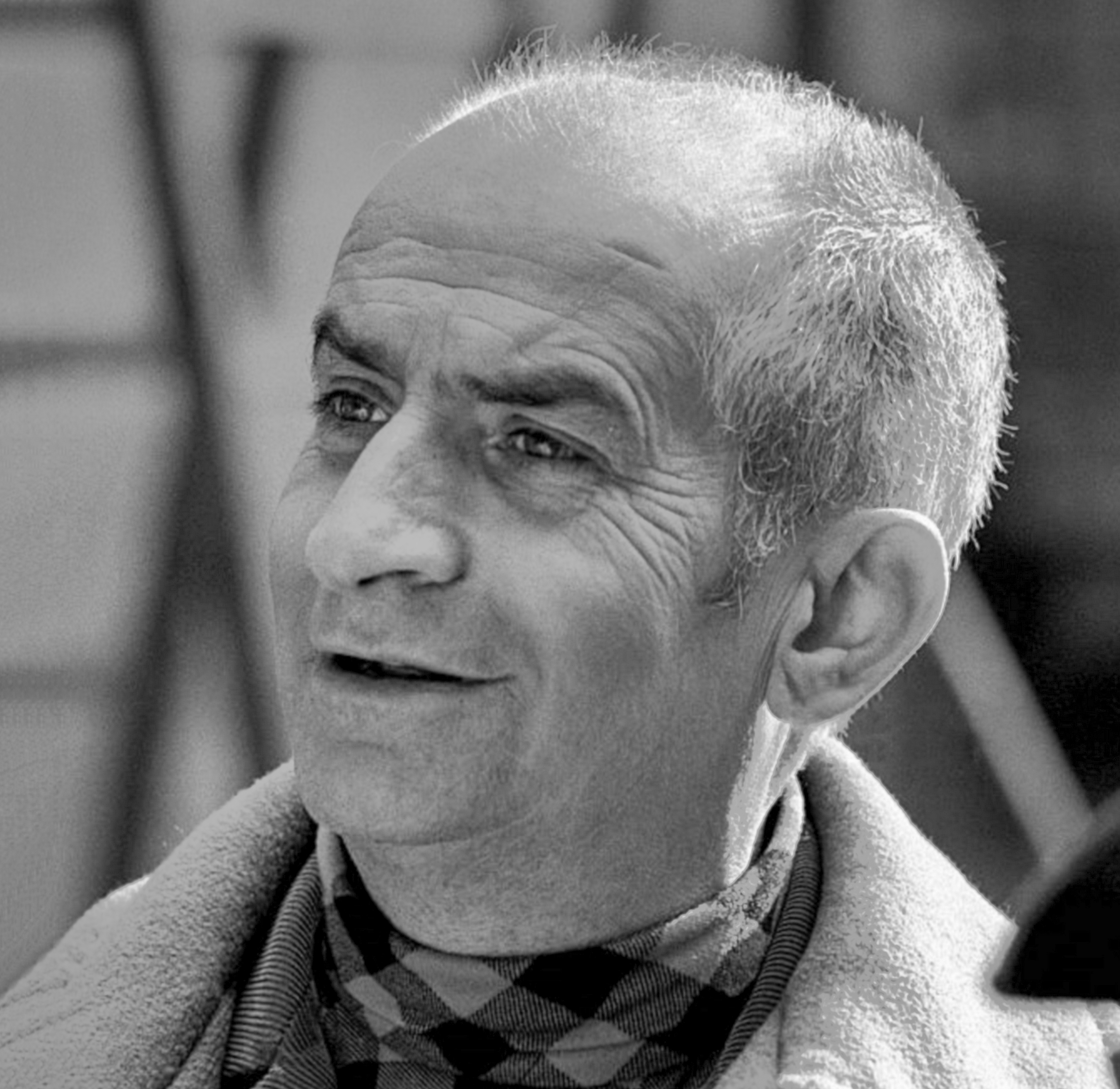
Louis de Funès
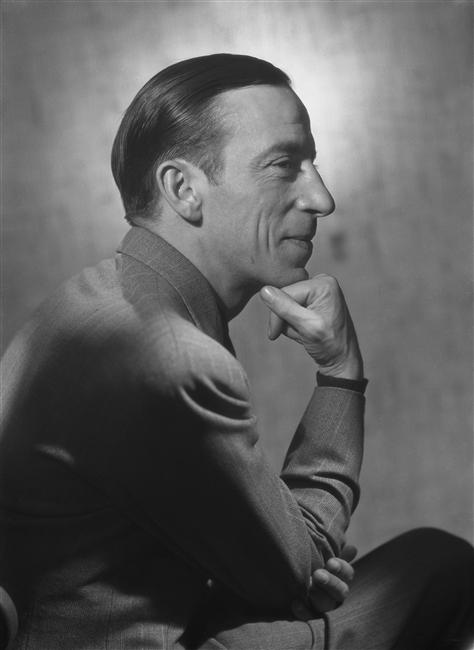
Raymond Bussières
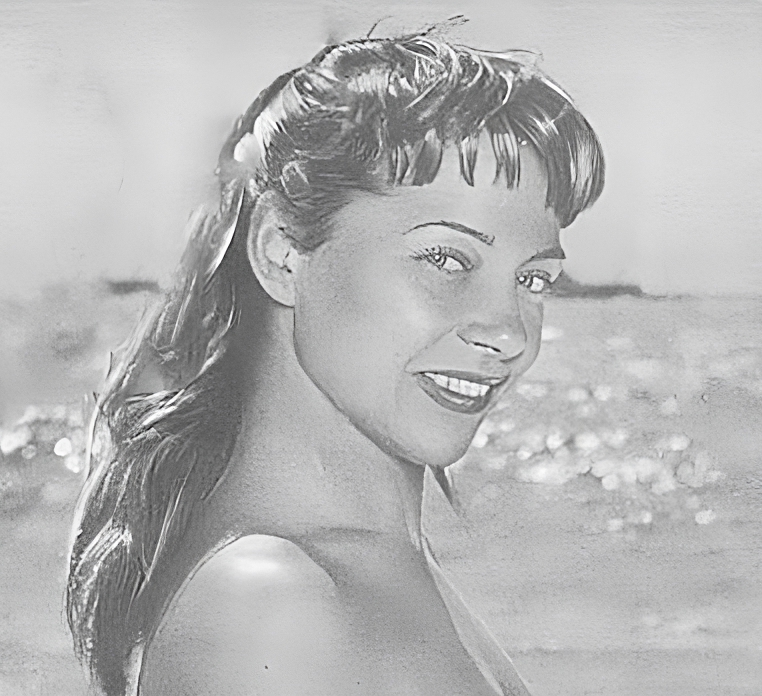
Rosine Luguet
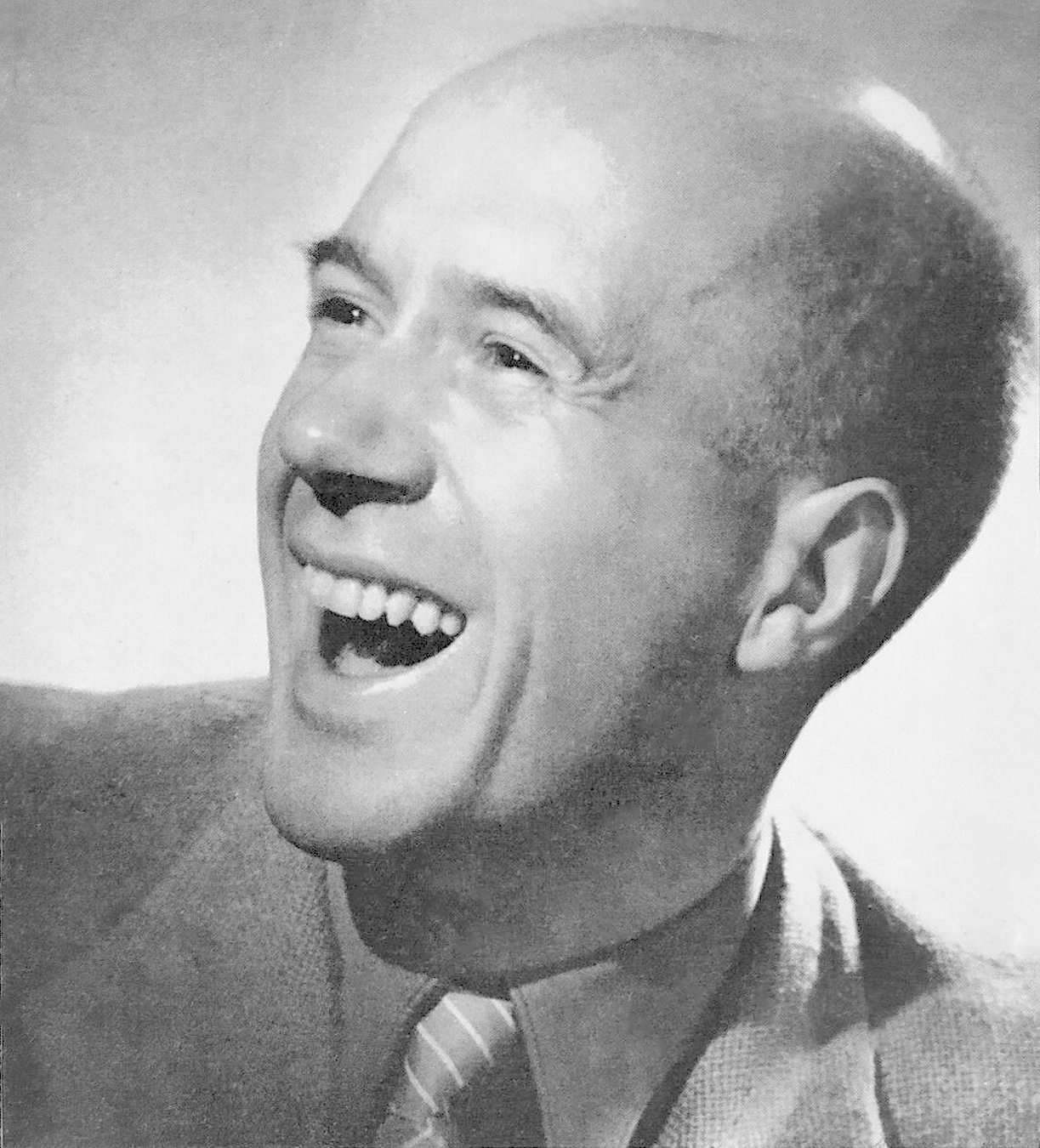
Roger Caccia
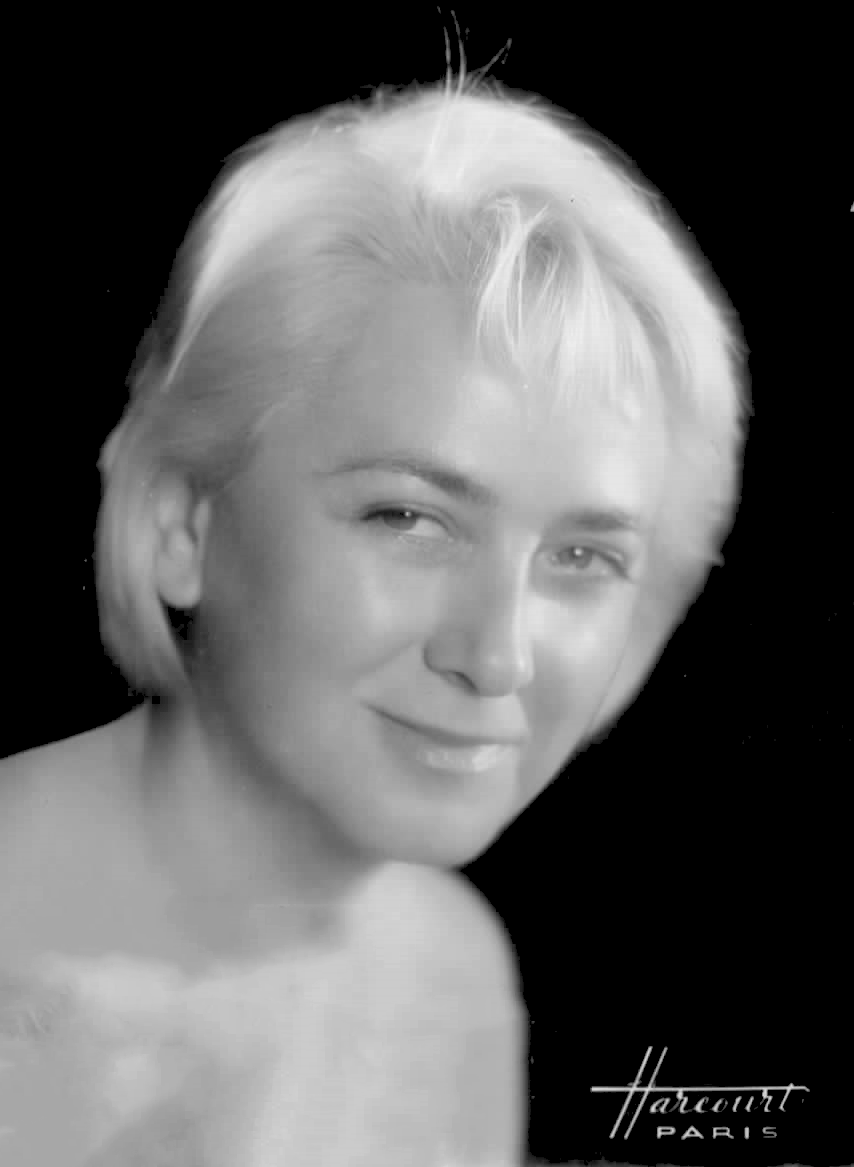
Jacqueline Maillan
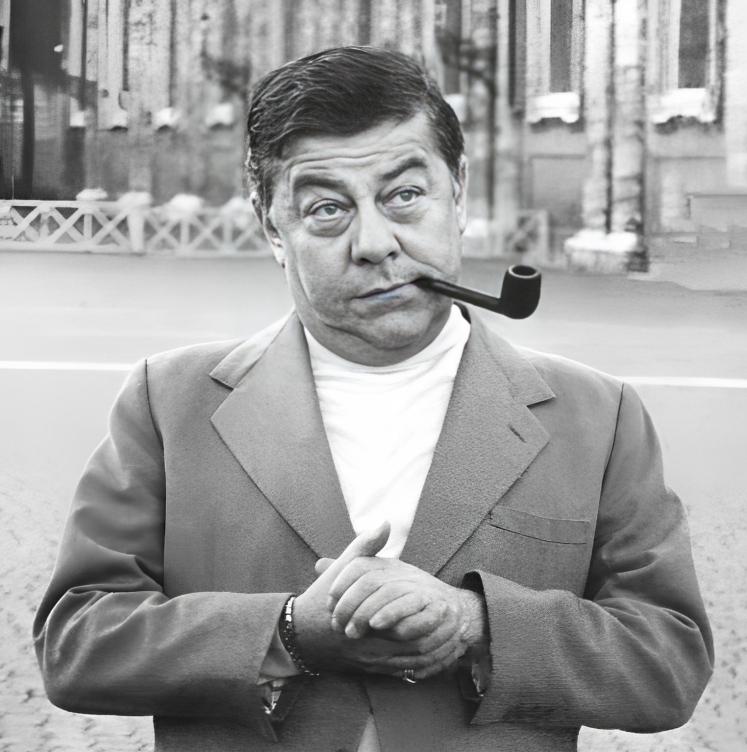
Francis Blanche
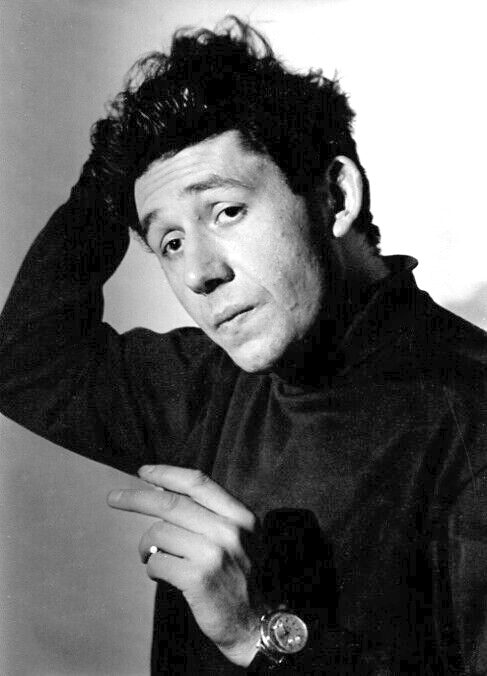
Jacques Jouanneau
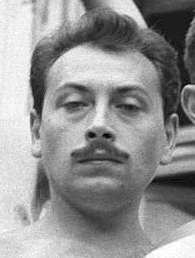
Jacques Legras
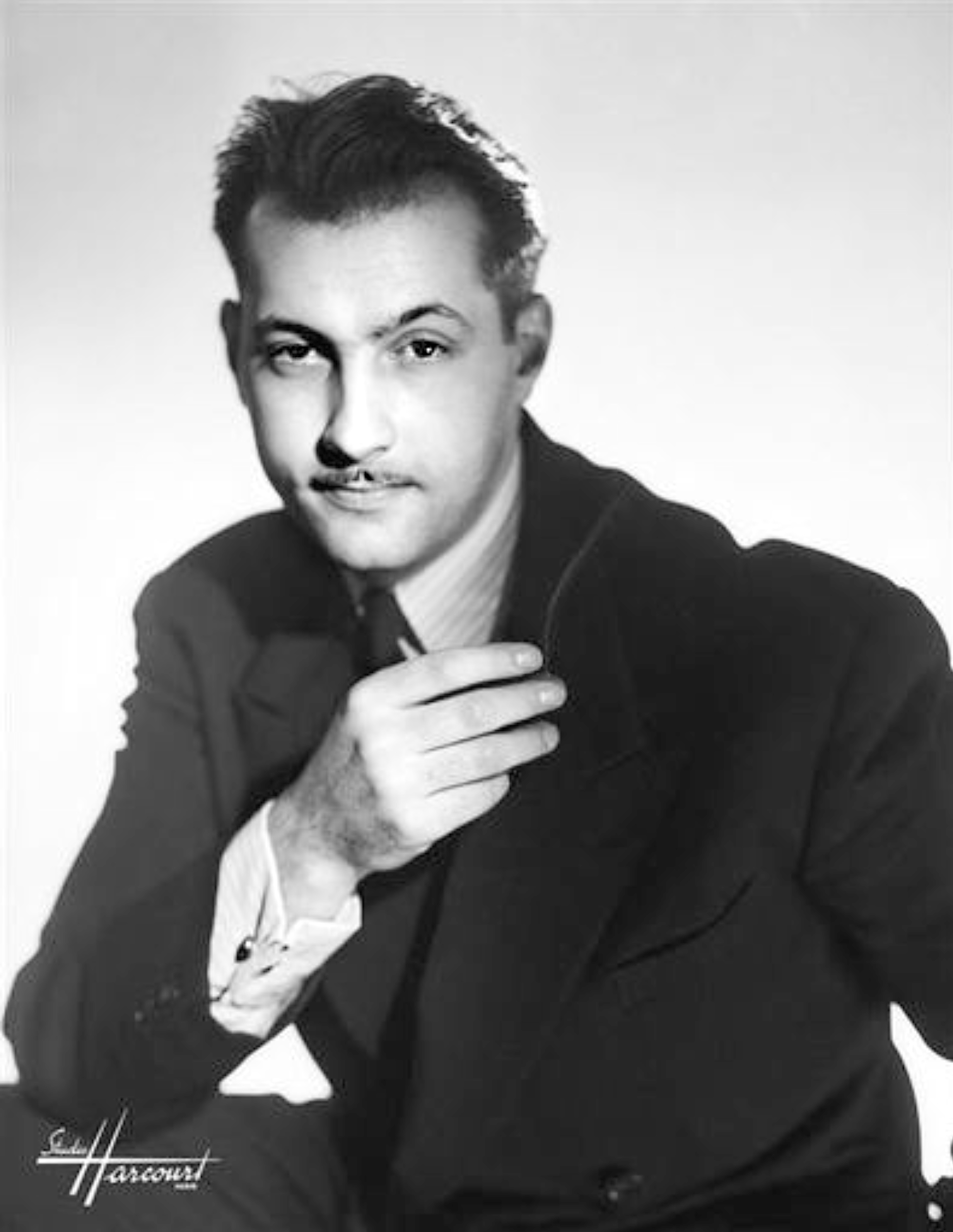
Michel Serrault
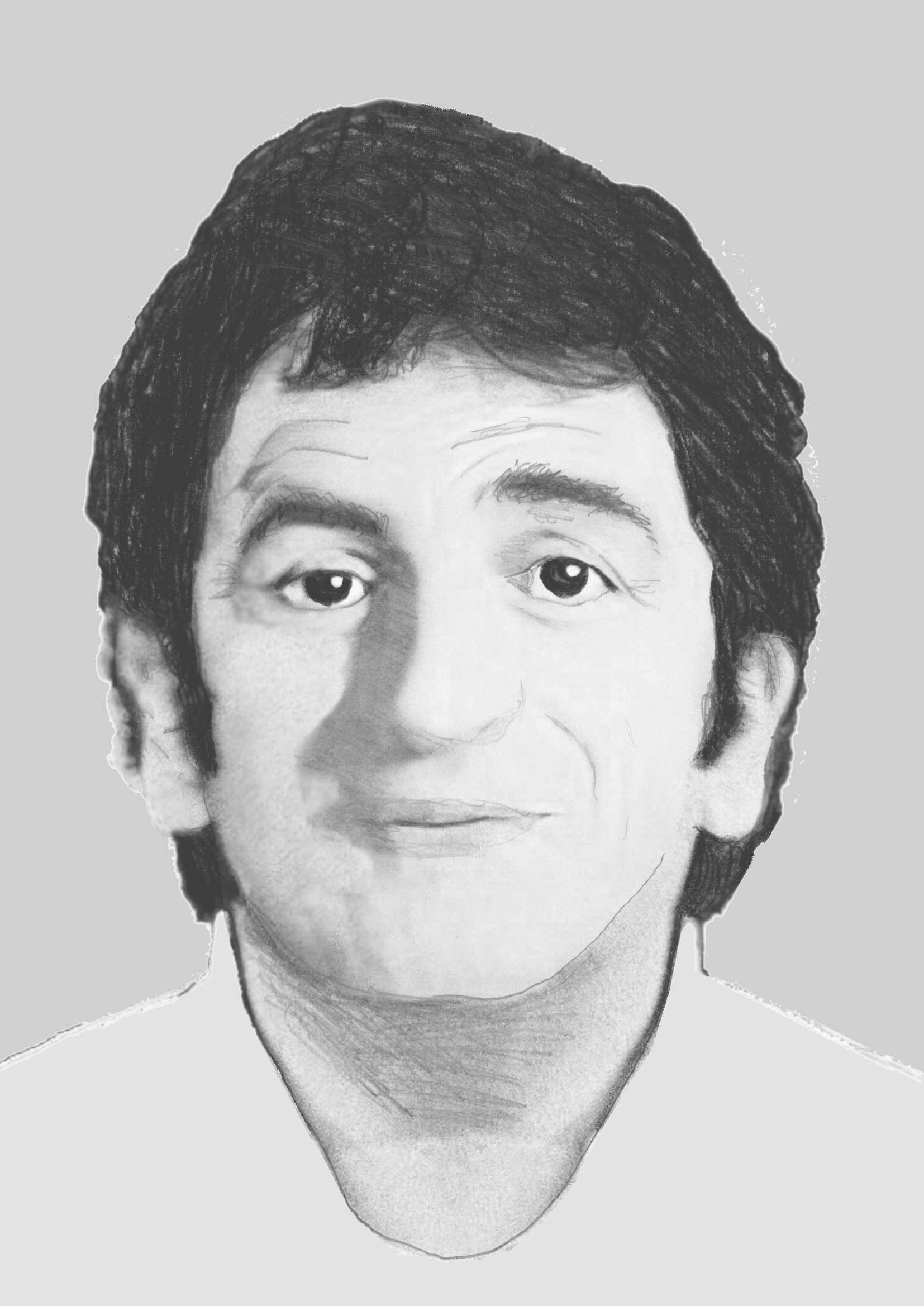
Mario David
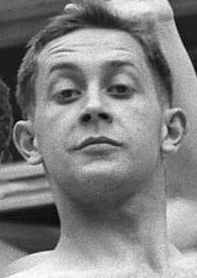
Pierre Olaf
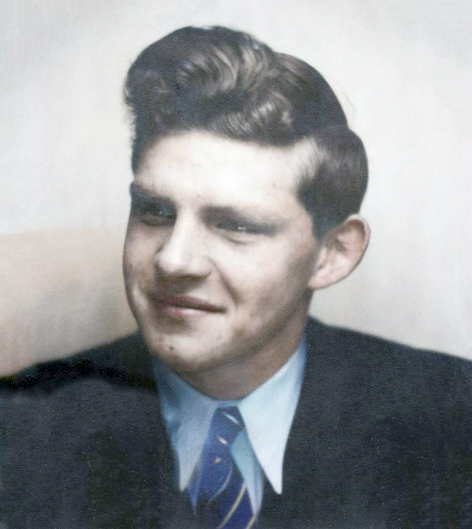
Gérard Calvi
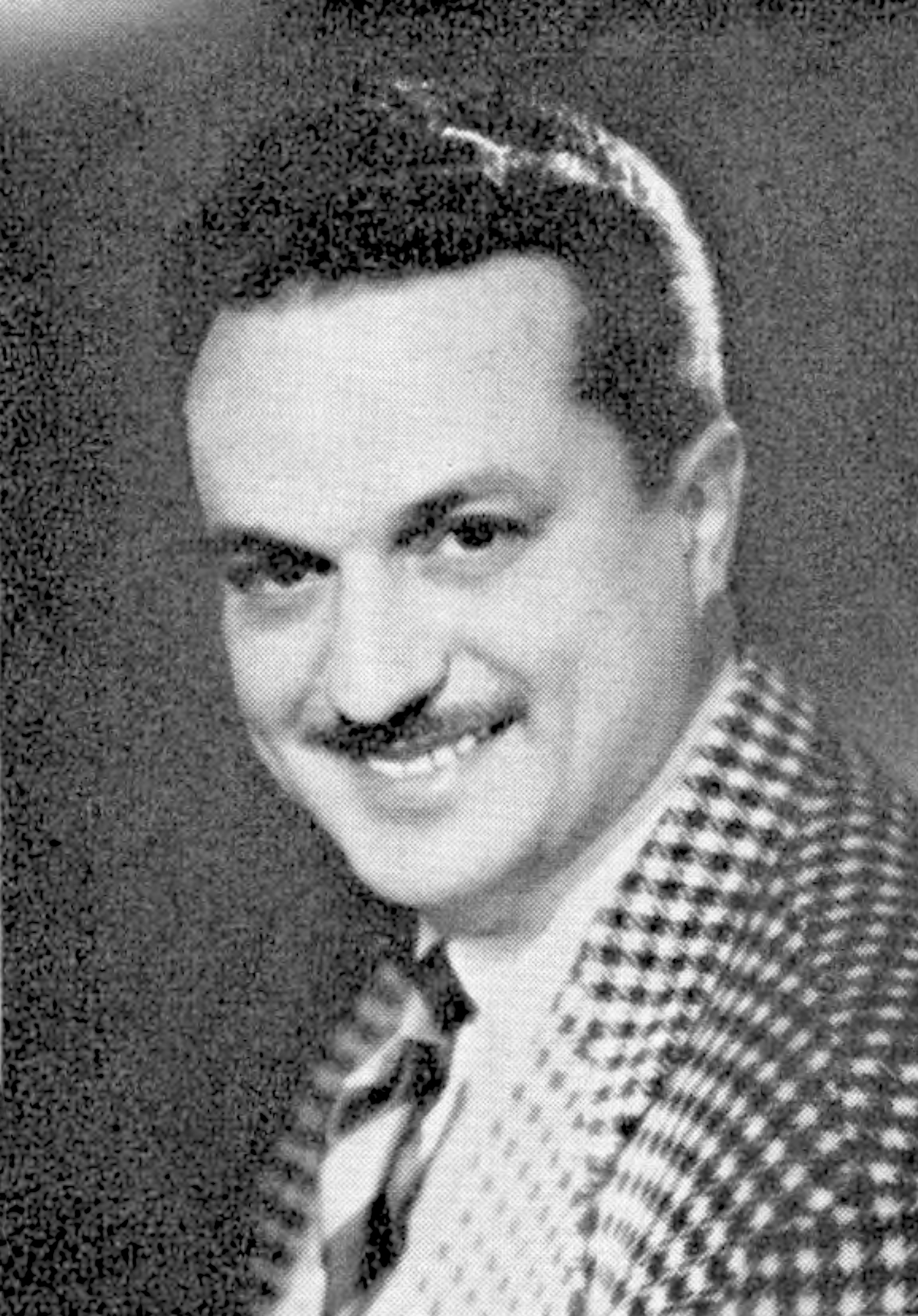
Robert Destain

- Réalisation : Jean Loubignac
- Scénario : Robert Dhéry, d'après sa pièce éponyme
  - Adaptation : Jean Loubignac
  - Dialogues : Robert Dhéry
- Musique : Gérard Calvi et chansons de Francis Blanche
- Décors : Roger Briaucourt, assisté de Paul Olivier
- Costumes : Raymonde, Catherine
- Lingeries : Jessas
- Photographie : René Colas
- Son : André Louis
- Chorégraphie : Colette Brosset
- Montage : Jacques Mavel
- Sociétés de production : Optimax Films, Lux Films (France)
- Société de distribution : Lux
- Enregistrement Omnium sonore - procédé Euphonic
- Tirage : Laboratoire Éclair à Épinay-sur-Seine
- Caméra de location Chevereau
- Pays d'origine :  France
- Langue originale : français
- Format : couleur (Agfacolor) - 35 mm - 1,37:1
- Durée : 90 minutes
- Genre : comédie musicale, burlesque
- Date de sortie :
  - France : 15 octobre 1954
- Classification : film tous publics lors de sa sortie en salles[1]
- Affiche : Roger Cartier (France)

## Distribution
- Louis de Funès : Michel Lebœuf, le commissaire de police
- Robert Dhéry : lui-même, en metteur en scène ; un musicien
- Colette Brosset : elle-même, en danseuse débutante
- Raymond Bussières : Raymond, le plombier
- Rosine Luguet : Rosine, la fiancée du plombier
- Roger Caccia : un chanteur de cabaret ; un plagiste aux cabines ; un pianiste en coulisses ; un moine
- Jacqueline Maillan : Madame Maillan, la Directrice
- Francis Blanche : Garibaldo Trouchet, le ténor ; un musicien
- Jacques Jouanneau : Joseph Delmar, le régisseur des Folies Méricourt
- Jacques Legras : Monsieur Legras, le présentateur du spectacle ; un moine
- Roger Saget : le gros homme dans la cabine de bain ; un musicien ; un moine
- Robert Destain : Destain, chantant « Rêverie militaire »
- Guy Pierrault : un musicien ambulant
- Michel Serrault : Serrault, le trompettiste
- Marthe Serres : elle-même, en pianiste
- Gérard Calvi : le chef d'orchestre et le pianiste ; voleur du bar-bistro « À Chicago »
- Bernard Musson : Labaule, un adjoint du détective Michel Lebœuf (non crédité)
- Mario David : l'homme musclé, à « La création du monde »
- Bob Ingarao : le joueur de cartes avec l'as de cœur « À Chicago »
- Georges Paulais : l'auteur de la revue sous le drap (non crédité)
- Jacques Muller : un autre régisseur du théâtre (non crédité)
- Pierre Olaf : Olaf, l'annonceur de « Rêverie militaire » (non crédité)
- Dominique Tirmont : premier chanteur, « Leopolda »
- Simone Claris
- Catherine Candida
- Sophie Mallet
- Jacques Beauvais
- Liliane Autran
- Lucien Desagneaux

Ainsi que :
- La panthère Romo (dressée par Paul Le Royer)
- Les catcheuses de Choury
- Les Bluebell Girls du Lido
- Les ballets fantastiques de Loie Fuller
- Les « 100 plus belles femmes de Paris »